# Lijst van burgemeesters van Rijssen-Holten
Dit is een lijst van burgemeesters van de Nederlandse gemeente Rijssen-Holten in de provincie Overijssel. In 2001 werden de voormalige gemeenten Rijssen en Holten samengevoegd tot een nieuwe gemeente, die op 15 maart 2003 de naam Rijssen-Holten kreeg (daarvoor heette de gemeente Rijssen).
| Ambtsperiode | Naam burgemeester      | Partij of stroming | Bijzonderheden                                              |
| ------------ | ---------------------- | ------------------ | ----------------------------------------------------------- |
| 2001 - 2003  | cand. Jan Lonink       | PvdA               | werd burgemeester van Terneuzen                             |
| 2003 - 2004  | mr. Paul Scholten      | VVD                | waarnemend, oud burgemeester van Arnhem                     |
| 2004 - 2009  | mr.drs. Bort Koelewijn | CU                 | was burgemeester van Liesveld, werd burgemeester van Kampen |
| 2009 - 2010  | Pieter van Veen        | VVD                | waarnemend                                                  |
| 2010 - 2023  | Arco Hofland           | CDA                | was burgemeester van Zwartewaterland, vanaf 2022 waarnemend |
| 2023 - heden | drs. Jurgen van Houdt  | CU                 | was wethouder van Enschede                                  |